# Панжайна Хілс
Панжайна Гілс (англ. Pangina Heals, справжнє ім'я Пан Пан Наркпрасерт (тай. ปันปัน นาคประเสริฐ); нар. 22 липня 1988, Бангкок) — тайська дреґ-квін та суддя Drag Race Thailand, учасник RuPaul's Drag Race: UK vs the World (2022). Один з найпопулярніших дреґ-виконавців в Азії, Пан часто називають Руполом Таїланду. Засновник дреґ-центру House of Heals.

## Молодість та освіта
Наркпрасерт народився у Бангкоку в сім'ї батька-тайця і матері-тайванки. Навчався у Міжнародній школі Шрусбері та Міжнародній школі Герроу в Бангкоку. Через знущання однолітків тяжко страждав від депресії та булімії. Згодом чотири роки жив в Лос-Анжелесі, де вивчав мистецтво в Університеті Каліфорнії. Після закінчення навчання Наркпрасерт повернувся до Таїланду, де вивчав мистецьку сцену Бангкока. В 2010 році взяв участь в своєму першому конкурсі двійників Леді Гаги та виграв путівку до Нью-Йорку на концерт тієї ж Гаги. Там він познайомився з місцевою зіркою дреґу Сірою Сода, завдяки якій навчився перевтілюватися в дреґ образи та наносити макіяж.

## Кар'єра
Панжайна Гілс, відома ведуча дрег-заходів в Таїланді, щотижня проводить ЛГБТКІ+ вечір у Бангкоку в елітному кабаре-барі Maggie Choo's.
Наркпрасерт почав виступати в образі Гілс як танцюрист, відомий своїми виступами в стилі Вакінг. Акторський дебют Гілс відбувся у п'єсі «Лісабонська Травіата», написаної американським драматургом Терренсом Макнеллі та спродюсованої англомовною мультикультурною театральною групою Culture Collective Studio, де вона зіграла Менді.
Гілс була ведучою на 20-річчі модного показу Tube Gallery. Входила до складу дреґ-квін на Drag Exp що проходив в Мельбурні у 2020 році. В червні 2021 року була організатором онлайн-конкурсу талантів Queer Got Talent.

### Телебачення
Як Панжайна Гілс, Наркпрасерт брав участь у тайландській версії Lip Sync Battle та виграв конкурс із виконанням пісні Леді Гаги «Telephone». Брала участь у змаганнях і виграла T Battle, тайське реаліті-шоу, де 13 місцевих квір людей змагалися у співі, танцях та імперсонації. У 2018 році Гілс була співведучою Drag Race Thailand, тайського спін-оффу RuPaul's Drag Race, виробництва Kantana Group.
В січні 2022 року був одним із дев'яти учасників RuPaul's Drag Race: UK vs the World, що зробило Наркпрасерта першим в історії учасником, який судив шоу до участі в ньому. В прем'єрному епізоді Панжайна Гілс виграла епізод після того, як обіграла Джимбо у конкурсі ліпсинку виконавши пісню «Say You'll Be There» Spice Girls. В третьому епізоді Панжайна перемогла вдруге голландську учасницю Джані Жаке також у конкурсі ліпсинку на пісню «We Like to Party! (The Vengabus)» гурту Vengaboys. Гілс програла в наступному епізоді під час конкурсу Snatch Game програвши Blu Hydrangea після її виступу в ролі Мераї Кері.
Панжайна Гілс має дреґ-«дочку», Феліцію Гілс, яка з'явилася на спеціальному кастингу для другого сезону Drag Race Thailand, ставши першою цисгендерною жінкою дреґ-квін, яка з'явилася у франшизі.

## Фільмографія

### Фільми
| Рік | Назва            | У ролі        | Примітки               |
| --- | ---------------- | ------------- | ---------------------- |
| TBA | Lady Bangkok Boy | Панжайна Гілс | В процессі виробництва |

### Телебачення
| Рік       | Назва                               | У ролі | Примітки            |
| --------- | ----------------------------------- | ------ | ------------------- |
| 2014      | Thailand Dance Now                  | камео  | Учасник             |
| 2014      | T Battle                            | камео  | Переможець          |
| 2018      | Lip Sync Battle Thailand            | камео  | Гість               |
| 2018–нині | Drag Race Thailand                  | камео  | Співведучий         |
| 2022      | RuPaul's Drag Race: UK vs the World | камео  | Учасник (6-е місце) |

### Музичні відеокліпи
| Рік  | Назва                             | Виконавець          | Ref.   |
| ---- | --------------------------------- | ------------------- | ------ |
| 2022 | «The Motto» (Official Drag Video) | Ейва Макс та Tiësto | [ 22 ] |

### Вебсеріали
| Рік  | Назва                   | У ролі | Примітки                                   | Ref.   |
| ---- | ----------------------- | ------ | ------------------------------------------ | ------ |
| 2014 | Queer as Fuck           | камео  | Ведучий                                    | [ 23 ] |
| 2018 | Rat Nok                 | камео  | Гість                                      | [ 24 ] |
| 2018 | Take Her Home           | камео  | Гість                                      | [ 25 ] |
| 2018 | Loukgolf's English Room | камео  | Гість, 178 епізод                          | [ 26 ] |
| 2019 | Work Bitch Work         | камео  | Гість                                      | [ 27 ] |
| 2019 | Follow Me               | камео  | вебсеріал компанії World of Wonder ; Гість | [ 28 ] |
| 2019 | Drag to Go Gro          | камео  | Ведучий                                    | [ 29 ] |
| 2019 | Bed Bitch & Beyond      | камео  | Ведучий                                    | [ 30 ] |
| 2022 | The Pit Stop            | камео  | Гість                                      | [ 31 ] |
| 2022 | Bring Back My Girls     | камео  | Гість                                      | [ 32 ] |